# Josep Fortaner
Josep Fortaner (15 de juliol del 1765 - 20 de desembre del 1845) fou un historiador i eclesiàstic rossellonès. L'any 1785 era beneficiat de Sant Jaume de Perpinyà. Després de la Revolució francesa esdevingué vicari de la  catedral de Perpinyà. L'any 1824 va publicar a Perpinyà l'obra Notice ecclésiastique sur le Roussillon, suivie du catalogue des évêques d'Elne, basada en les dades publicades a Gallia christiana, i dedicada al bisbe de la catedral de Perpinyà Jean de Saunhac-Belcastel, el primer bisbe després del restabliment de la diòcesi el 1822. El 1826, Fortaner va ser nomenat canonge honorari del barri dels tintorers.

## Obra
- Fortaner, Joseph. Notice ecclésiastique sur le Roussillon, suivie du catalogue des évêques d'Elne par un prêtre de Perpignan.  Perpinyà: Mlle. Antoinette Tastu, 1824.[Enllaç no actiu] («exemplar digitalitzat».[Enllaç no actiu])